# Commonwealth Ceres
Die Commonwealth CA-28 Ceres ist ein Landwirtschaftsflugzeug des australischen Herstellers Commonwealth Aircraft Corporation (CAC).

## Geschichte
Da nach dem Zweiten Weltkrieg ausreichende Komponenten der Wirraway erhältlich waren, entwarf CAC das ähnliche strukturierte landwirtschaftliche Flugzeug CA-28 Ceres, das erstmals im Februar 1958 flog. In der Ausführung als Sprühflugzeug war die Ceres ein Einsitzer, aber für den Transport von Besatzungsmitgliedern konnte hinter dem Piloten ein nach hinten weisender Passagiersitz eingebaut werden. Der mit Glasfaser beschichtete Behälter aus rostfreiem Stahl zwischen dem Motor und dem Cockpit fasste 1,13 m³, und handgetriebene geschlitzte Klappen wurden während des Sprühens halb nach unten geklappt. Die letzte von 21 Ceres flog im Juli 1963; der Typ wurde in Australien und Neuseeland eingesetzt.

## Technische Daten
| Kenngröße              | Daten                                                   |
| ---------------------- | ------------------------------------------------------- |
| Besatzung              | 1 (kann auf 2 erweitert werden)                         |
| Länge                  | 9,36 m                                                  |
| Spannweite             | 14,30 m                                                 |
| Höhe                   | 2,74 m                                                  |
| Flügelfläche           | 28,98 m²                                                |
| Flügelstreckung        | 7,1                                                     |
| Rüstmasse              | 2.030 kg                                                |
| max. Startmasse        | 3.361 kg                                                |
| Triebwerke             | ein Sternmotor Pratt & Whitney R-1340#, 600 PS (447 kW) |
| Einsatzgeschwindigkeit | 179 km/h in Meereshöhe                                  |
| Reichweite             | 834 km                                                  |